# Franklin (Nou Hampshire)
Franklin és una ciutat del Comtat de Merrimack a l'estat de Nou Hampshire dels Estats Units d'Amèrica.

## Demografia
Segons el cens del 2007 tenia 8.735 habitants. Segons el cens del 2000, Franklin tenia 8.405 habitants, 3.319 habitatges, i 2.193 famílies. La densitat de població era de 117,7 habitants per km².
Dels 3.319 habitatges en un 32,3% hi vivien nens de menys de 18 anys, en un 46,3% hi vivien parelles casades, en un 14,2% dones solteres, i en un 33,9% no eren unitats familiars. En el 27% dels habitatges hi vivien persones soles el 10,7% de les quals corresponia a persones de 65 anys o més que vivien soles. El nombre mitjà de persones vivint en cada habitatge era de 2,47 i el nombre mitjà de persones que vivien en cada família era de 2,95.
Per edats la població es repartia de la següent manera: un 25,8% tenia menys de 18 anys, un 8,5% entre 18 i 24, un 28,4% entre 25 i 44, un 22,7% de 45 a 60 i un 14,7% 65 anys o més.
L'edat mediana era de 37 anys. Per cada 100 dones de 18 o més anys hi havia 87,5 homes.
La renda mediana per habitatge era de 34.613$ i la renda mediana per família de 41.698$. Els homes tenien una renda mediana de 32.318$ mentre que les dones 25.062$. La renda per capita de la població era de 17.155$. Entorn del 8,9% de les famílies i el 12,9% de la població estaven per davall del llindar de pobresa.

## Poblacions properes
El següent diagrama mostra les poblacions més properes.